# Jadson Cristiano Silva de Morais
Jadson Cristiano Silva de Morais, noto semplicemente come Jadson (Rio de Janeiro, 5 novembre 1991), è un calciatore brasiliano, difensore svincolato.

## Caratteristiche tecniche
È un difensore centrale.

## Carriera
Ha esordito in Primeira Liga il 20 gennaio 2018 con la maglia del Portimonense disputando l'incontro perso 2-1 contro il Braga.

## Palmarès
- Segunda Liga: 1

Portimonense: 2016-2017
- Campionato cinese: 1

Shandong Taishan: 2021
- Coppa di Cina: 2

Shandong Taishan: 2021, 2022